# المرحون الأشقياء
المرحون الأشقياء مسلسل رسوم متحركة أمريكي من إنتاج شركة وارنر براذرز أنيميشن . تم عرض المسلسل لأول مره في 17 سبتمبر 2005 واستمر عرضه حتى 5 مايو 2007 . تمت دبلجة المسلسل للغة العربية وعرض المسلسل على قناة MBC3 .

## الأصوات
- جيل يوسف - تيك إي. كويوت
- شربل أيوب - ريف رانر
- داني بستاني - آس باني
- شادي شمص - دانجر داك
- سيلفانا فلفلة - ليكسي باني
- إيمان بيطار
- خالد السيد - سلام تاسماننيان

## روابط خارجية
- الموقع الرسمي
 (Archive)
- المرحون الأشقياء على موقع IMDb (الإنجليزية)
- المرحون الأشقياء على موقع ميتاكريتيك (الإنجليزية)
- المرحون الأشقياء على موقع روتن توميتوز (الإنجليزية)
- المرحون الأشقياء على موقع فيلمافينيتي (الإسبانية)
- المرحون الأشقياء على موقع كينوبويسك (الروسية)
- المرحون الأشقياء على موقع ألو سيني (الفرنسية)
- المرحون الأشقياء على موقع قاعدة بيانات الفيلم (الإنجليزية)
- "Loonatics Promo Short Gives First Look at New Series"
- National Public Radio Talk of the Nation interview about Loonatics Unleashed